# Тобин, Амон
Амон Тобин (порт. Amon Adonai Santos de Araujo Tobin; род. 7 февраля 1972, Рио-де-Жанейро) — электронный музыкант, диджей и музыкальный продюсер, работающий в Лос-Анджелесе. Соединил в своей музыке джазовые семплы с элементами и ритмами таких стилей, как драм-н-бейс, IDM, самба.

## Биография
Амон Адонаи Сантуш ди Араужу Тобин родился в Бразилии, в Рио-де-Жанейро. Он получил фамилию Тобин от своего отчима-ирландца. В раннем возрасте он переехал в Великобританию, где заинтересовался хип-хопом, блюзом и джазом. В 17 лет Амон начинает свои первые музыкальные эксперименты. Двумя годами позже он переезжает в Португалию. Там он играет на улицах и в разных никому не известных блюзовых группах на гармонике, саксофоне, гитаре и клавишных.
В 1994 году Амон вернулся в Великобританию. Опыт, приобретённый им в результате путешествий и прослушивания самых разных записей, привёл его к попыткам реализации своих музыкальных замыслов, и в 1994 году он записывает несколько домашних треков, которые рассылает по нескольким лейблам, даже не надеясь, что они кого-то заинтересуют. На его предложения ответили только два лейбла: HOS и Ninebar. Сначала он записался на HOS. По его собственному признанию, это был хороший опыт музыкальных экспериментов, но релиз получился довольно посредственный. Работа с Ninebar получилась более продуктивной и достаточно интересной. На Ninebar он выпустил четыре двенадцатидюймовки и альбом Adventures in Foam под псевдонимом Cujo. Осенью 1996-го Амон уже подписывает контракт на несколько релизов для лейбла Ninja Tune. Пластинки вышли под его собственным именем и принесли ему всемирную славу (в ноябре 1996 вышел EP Creatures, первая половина 1997 была отмечена EP Chomp Samba, а также настоящим лонгплеем Bricolage). В настоящее время Амон продолжает работать и выпускать релизы под обоими именами. Сейчас он живёт в Лос-Анджелесе (США).

## Дискография
Под псевдонимом Cujo 
- Curfew EP 95 (1995)
- Salivate EP (1996)
- Breakcharmer EP (1996)
- Adventures In Foam 2LP/CD (1996) (переиздан на Ninja Tune в 2002)
- Remixed EP (1996) (Remixed by va. Baby Fox, Lee Curtis etc.)

 Под именем Amon Tobin 
- Creatures EP (1996)
- Chomp Samba EP (1997)
- Pirahna Breaks EP (1997)
- Mission/Tubukula Beach (1997)
- Bricolage (Ninja Tune, 1997)
- Like Regular Chickens (1998) (Remixes by Dillinja + Danny Breaks)
- Permutation (Ninja Tune, 1998)
- Supermodified (Ninja Tune, 2000)
- Bonobo - SCUBA EP (2000) (amon tobin mix of bonobo)
- Collaborations (2003)
- Out From Out Where (Ninja Tune, 2002)
- Recorded Live: Solid Steel Presents (Ninja Tune, 2004)
- Slowly (2004)
- Chaos Theory: Splinter Cell 3 Soundtrack (Ninja Tune, 2005)
- Foley Room (Ninja Tune, 2007)
- Taxidermia (2008)
- ISAM[англ.] (2011)
- Dark Jovian[англ.] (EP, 2015)
- Fear in a Handful of Dust (2019)
- Long Stories (2019)
- How Do You Live (2021)
- Nomark Selects, Vol. 1 (2023)
- Hole in the Ground EP (2023)

 Под псевдонимом Two Fingers 
- Two Fingers (2009)
- Stunt Rhythms (2012)
- Fight! Fight! Fight! (2020)

 Под псевдонимом Only Child Tyrant 
- Time to Run (2019)

 Под псевдонимом Figueroa 
- The World As We Know It (2020)

 Под псевдонимом Stone Giants 
- West Coast Love Stories (2021)

 Коллаборации 
- Amon Tobin & Thys - Ghostcards EP (2020)
- Amon Tobin & Thys - Ithaca EP (2020)
- Two Fingers & Muadeep - Cronos (2022)

 Кроме того 
- В 2005 году написал саундтрек для игры Splinter Cell: Chaos Theory от издательства Ubisoft.
- В 2006 году создал саундтрек к фильму Дёрдя Палфи «Таксидермия».
- В 2008 году создал саундтрек для игры Need for Speed: Undercover от издательства Electronic Arts.
- В 2009 году создал саундтрек для видеоигры InFamous (рус. Дурная Репутация).